# Calaquendi
Els calaquendi (singular calaquende, ‘elfs de la llum’ en quenya, de kal- [‘brillar’] + Quendi [‘els que parlen', ‘els elfs']) és el nom que reben en el llibre El Silmaríl·lion, de l'escriptor britànic J. R. R. Tolkien part dels elfs, concretament els primers eldar que van arribar a les terres de l'Oest al principi de la Primera Edat del Sol i van albirar la llum dels Dos Arbres de Valinor, en oposició als moriquendi.
Els calaquendi són tots els vanyar i els noldor, els falmari i el rei Elwë. Posteriorment els noldor usarien el terme incloent també als síndar.
Aquest nom és sinònim d'amanyar fins a la fi de la Primera Edat. Però durant el seu exili a la Terra Mitjana els noldor van canviar el seu ús de les paraules calaquendi, moriquendi i úmanyar para no ofendre als síndar. De manera que el terme amanyar seguien utilitzant-lo per als mateixos grups que fins ara —vanyar, noldor i falmari—, però van deixar d'anomenar als síndar moriquendi i van passar a incloure'ls entre els calaquendi, encara que en realitat mai van estar a Aman. I des d'aquest moment els noldor van usar el terme úmanyar per tots els elfs de la Terra Mitjana que no fossin noldor, incloent als síndar i també als elfs avari. És a dir, que els calaquendi van passar a ser els amanyar més els sindar, els moriquendi van seguir sent els mateixos que abans excloent als síndar, i ara van incorporar als avari dins dels úmanyar (que venen a ser els mateixos que abans anomenaven moriquendi).
Hi ha diversos personatges famosos entre els elfs de la llum en l'obra de Tolkien. D'entre tots, els més destacats són els de la casa de Finwë, el fill major de la qual, Fëanor, va anar l'artífex dels Silmarils, les pedres lluminoses que van provocar l'exili dels noldor de la terra dels valar, i la seva guerra amb el primer senyor fosc, Morgoth.